# Hudimesnil
Hudimesnil é uma comuna francesa na região administrativa da Normandia, no departamento Mancha. Estende-se por uma área de 18,61 km². Em 2010 a comuna tinha 921 habitantes (densidade: 49,5 hab./km²).